# Linda Djougang

a Compétitions nationales et continentales officielles uniquement.

b Matchs officiels uniquement.
Dernière mise à jour le 10 mai 2025.
Linda Djougang, née le 17 mai 1996 au Cameroun, est une joueuse internationale irlandaise d'origine camerounaise de rugby à XV qui évolue principalement au poste de pilier. Elle joue au Old Belvedere RFC en Championnat d'Irlande et au Leinster en Championnat inter-provinces irlandaises.

## Biographie

### Jeunesse et formation
Linda Djougang naît le 17 mai 1996 au Cameroun. Sa mère est notamment une joueuse de football,,. En août 2005, à l'âge de neuf ans, elle quitte Douala, où elle a grandi jusque-là, et sa mère pour rejoindre l'Irlande où son père travaille,,,,,,. Sa langue maternelle étant donc le français, elle apprend l'anglais et grandit à Rush au nord de Dublin,,. Elle apprend ensuite l'irlandais.
Au niveau scolaire, elle va à la Rush and Lusk Educate Together National School, puis elle est scolarisée dans la St Joseph's Secondary School toujours à Rush. Plus tard, elle fait des études d'infirmière en soins généraux au Trinity College de Dublin où elle décroche son diplôme d'infirmière et travaille plus tard au Tallaght University Hospital,.
Pendant son parcours scolaire, elle pratique de nombreux sports, l'athlétisme dont le lancer du poids et le sprint, les sports gaéliques, le football ou encore le volley-ball,,.
À dix-sept ans, elle découvre le rugby en jouant au Tag. De ce fait, elle lance une recherche sur Google pour en savoir plus sur ce sport avant de commencer le rugby à XV,.

### Début de carrière (2014-2018)
De ce fait, Linda Djougang commence alors la pratique du rugby à XV à l'âge de dix-huit ans au sein du Wanderers FC en quatrième division,.
En 2016, elle participe à un essai avec l'équipe provinciale du Leinster et fait partie de l'effectif cette année-là mais ne joue pas,,.
L'année suivante, elle change de club et rejoint la section féminine du Old Belvedere RFC. Toujours en 2017, elle est intégrée au programme irlandais de rugby à sept avec l'équipe d'Irlande à sept où elle progresse beaucoup dans son jeu,. Avec son club, elle atteint la finale du Championnat d'Irlande en 2017 et joue au poste de troisième ligne aile. Par la suite, elle est déplacée au poste de pilier,,,,,.
Finalement, en 2018, elle connaît son premier match avec le Leinster. Cette année-là, elle s'incline en finale du Championnat d'Irlande avec Old Belvedere contre le UL Bohemian RFC. Plus tard cette année-là, elle remporte le Championnat inter-provinces irlandaises avec le Leinster face au Munster. Elle est également convoquée en équipe d'Irlande pour la première fois, étant devenue éligible par sa résidence dans ce pays, lors de l'automne.

### Internationale irlandaise et expérience en France (2019-2022)
En début d'année 2019, Linda Djougang est sélectionnée en équipe d'Irlande pour le Tournoi des Six Nations. Elle connaît sa première cape internationale contre l'Écosse durant la compétition. Au mois de septembre, elle remporte une nouvelle fois le Championnat inter-provinces face au Munster.
En fin d'année, elle participe au premier match de rugby à XV féminin de club disputé à Twickenham lors d'une rencontre avec le Leinster perdue 26 à 47 contre les Harlequins où elle inscrit son premier essai avec cette équipe,,. L'année suivante, elle est rappelée pour le Tournoi des Six Nations 2020,. Cette même année, elle est grandement concernée par la pandémie de Covid-19 en tant qu'étudiante infirmière stagiaire,,,. Lors de l'automne, elle est nommée pour la récompense de Joueuse irlandaise de l'année.
En 2021, elle rejoint la France et le club de l'ASM Romagnat, champion de France en titre, pour un an, mettant sa carrière d'infirmière en pause pour se consacrer pleinement au rugby,,. Cette année-là, elle fait partie de l'équipe d'Irlande qui rate la qualification pour la Coupe du monde en Nouvelle-Zélande,. En 2022, elle est convoquée pour le Tournoi des Six Nations. À l'issue de la saison 2021-2022, elle est à nouveau nommée pour le titre de Joueuse irlandaise de l'année mais ne remporte pas la distinction,. Pendant l'été 2022, elle participe à la première tournée estivale de l'Irlande au Japon,.

### Retour en Irlande (depuis 2022)
Lors de la première partie de saison 2022-2023, elle part entraîner aux Îles Caïmans, elle fait ensuite son retour en Irlande et réintègre le Old Belvedere RFC ainsi que le Leinster. En mars 2023, elle est de nouveau sélectionnée pour le Tournoi des Six Nations 2023.
Au mois de septembre, elle remporte le Championnat inter-provinces pour la première fois depuis 2019 avec le Leinster face au Munster en inscrivant notamment un essai en finale,. Le mois suivant, avec sa sélection, elle participe à la première édition du WXV dans la troisième division. Elle remporte la compétition avec ses coéquipières. En décembre 2023, elle est sélectionnée dans l'effectif de la franchise des Wolfhounds pour le Celtic Challenge. Pendant la compétition, elle inscrit trois essais en cinq matchs. À l'issue de la compétition, elles sont sacrées championnes avec ses coéquipières en étant invaincues. En 2024, elle est encore appelée pour disputer le Tournoi des Six Nations. Elle est titularisée lors des cinq journées de la compétition à son poste de pilier gauche. Durant la troisième journée, l'Irlande remporte son premier match dans le Tournoi depuis avril 2022, lors d'une victoire 36 à 5 contre le pays de Galles. Son équipe termine à la troisième place de la compétition, leur permettant de se qualifier pour le WXV 1 2024 et pour la Coupe du monde 2025.
Fin août 2024, elle fait partie des 37 joueuses mises sous contrat par la Fédération irlandaise de rugby à XV pour la saison 2024-2025. À la même période, elle remporte une nouvelle fois le Championnat inter-provinces avec le Leinster. À la même période, elle est sélectionnée par l'Irlande pour le WXV 1. Alignée comme titulaire lors de la première journée contre la Nouvelle-Zélande, elle crée la surprise avec ses coéquipières en s'imposant 29 à 27 en fin de match. Les Irlandaises perdent ensuite contre le Canada mais s'imposent contre les États-Unis, leur permettant de terminer à la deuxième place de la compétition. Par la suite, étant une nouvelle fois retenue dans l'effectif des Wolfhounds, elle remporte le Celtic Challenge pour la deuxième année de suite. Elle enchaîne ensuite avec le Tournoi des Six Nations 2025. Disputant tous les matchs, elle inscrit quatre essais dans la compétition. En mai, elle est élue Joueuse de l'année du Leinster.

## Palmarès

### En club, franchise et province
- Finaliste du Championnat d'Irlande en 2018 avec le Old Belvedere RFC.
- Vainqueur du Championnat inter-provinces irlandaises en 2018, 2019, 2023 et 2024 avec le Leinster.
- Vainqueur du Celtic Challenge en 2024 et 2025 avec les Wolfhounds.

### En équipe nationale
- Vainqueur du WXV 3 en 2023 avec l'équipe d'Irlande.

### Distinctions personnelles
- Nommée pour la récompense de Joueuse irlandaise de l'année en 2020 et 2022.
- Élue Joueuse de l'année du Leinster en 2025.